# Dagupan
Dagupan City ist eine Stadt in der philippinischen Provinz Pangasinan, die am Golf von Lingayen liegt. Im Jahre 2015 zählte sie 171.271 Einwohner.

## Geographie
Dagupan ist in folgende 31 Barangays aufgeteilt:

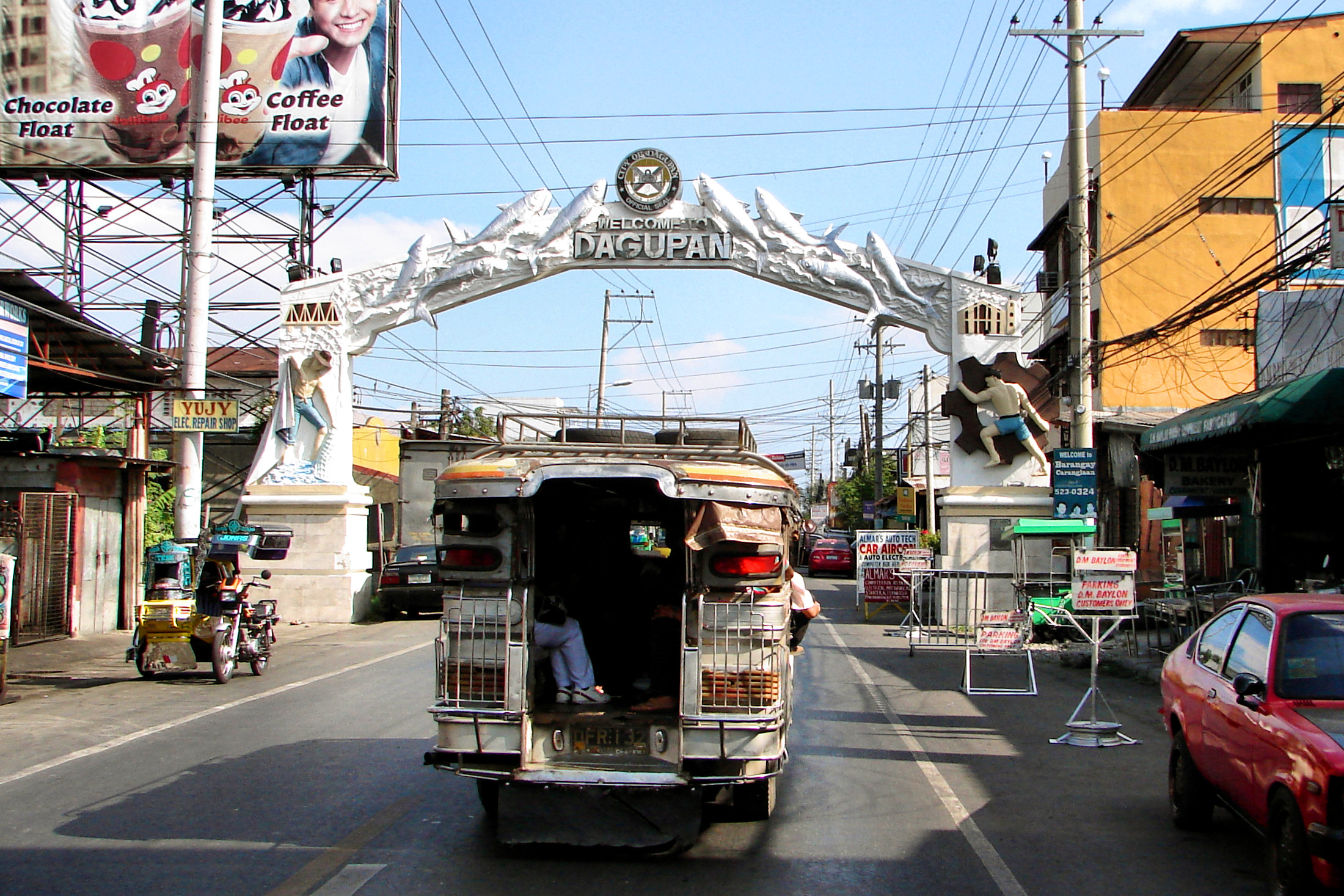
Begrüßungsbrücke am Ortseingang

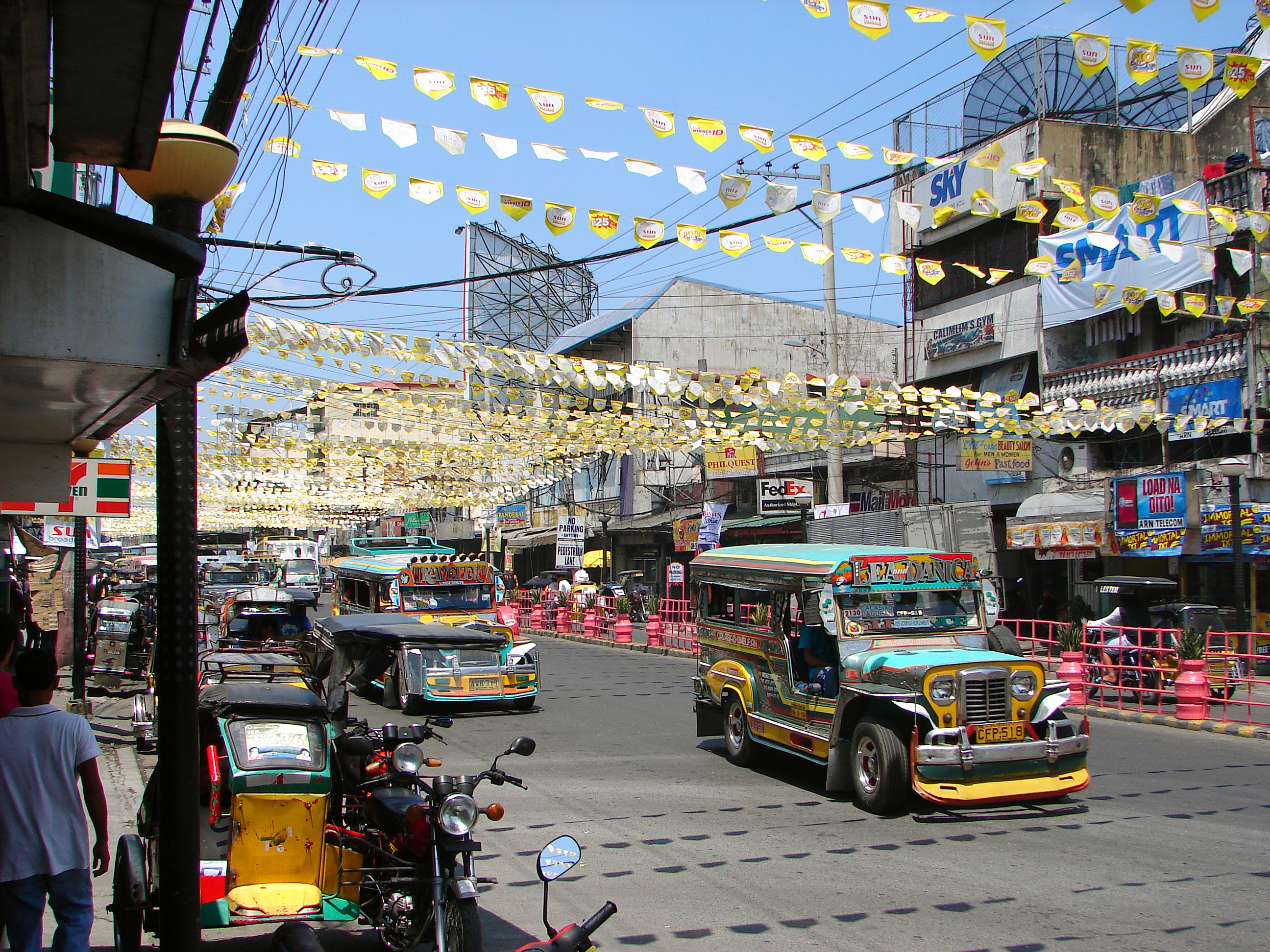
Perez Boulevard

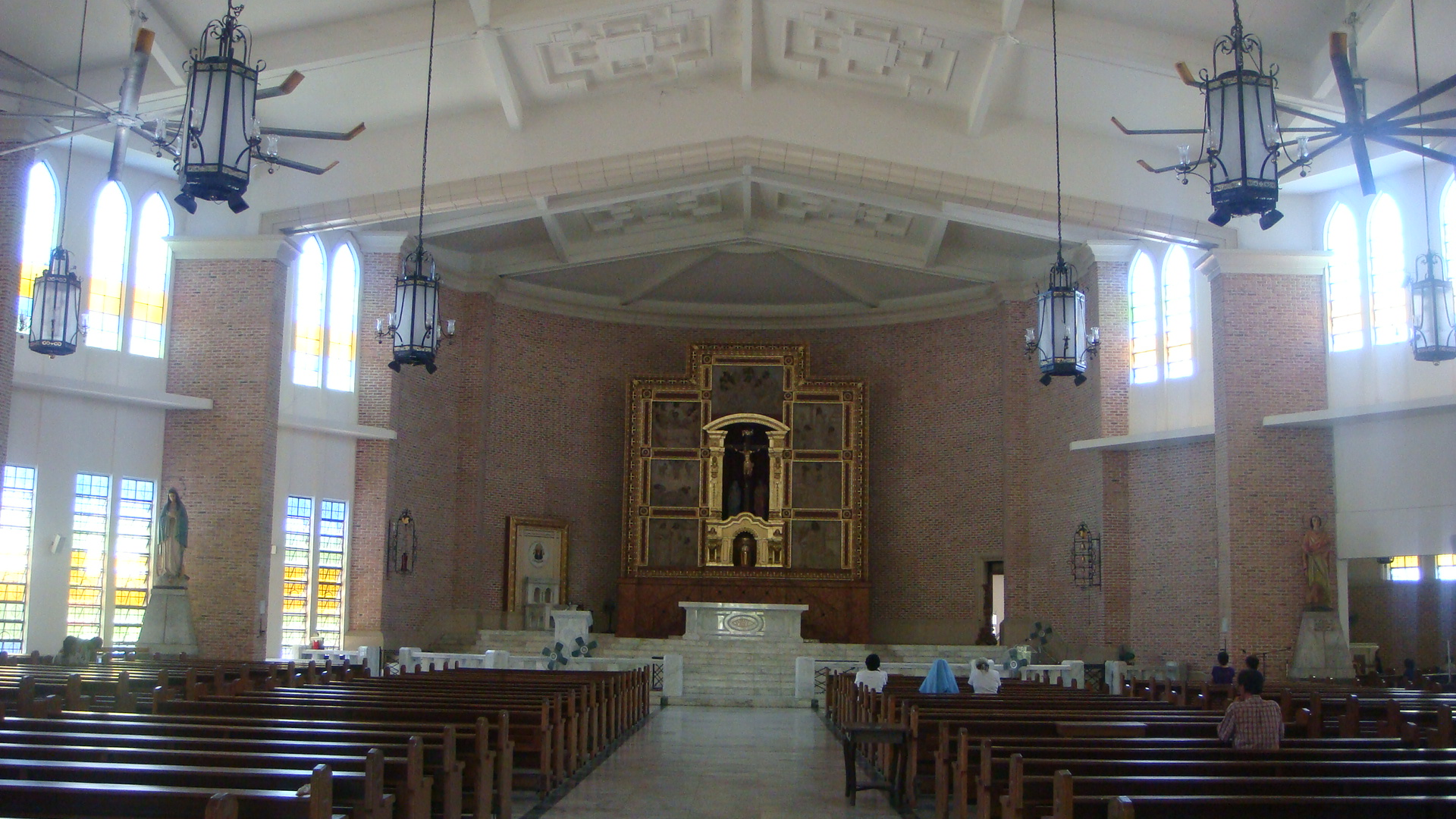
Innenraum der St.-John-Kirche

| - Bacayao Norte - Bacayao Sur - Barangay I - Barangay II - Barangay IV - Bolosan - Bonuan Binloc - Bonuan Boquig | - Bonuan Gueset - Calmay - Carael - Caranglaan - Herrero - Lasip Chico - Lasip Grande - Lomboy | - Lucao - Malued - Mamalingling - Mangin - Mayombo - Pantal - Poblacion Oeste - Pogo Chico | - Pogo Grande - Pugaro Suit - Salapingao - Salisay - Tambac - Tapuac - Tebeng |

## Wirtschaft
Dagupan besitzt außerdem den wichtigsten Hafen der Provinz und ist das wirtschaftliche Zentrum der Pangasinan. Von hier werden Zuckerrohr, Salz, Reis und Kopra in andere Landesteile oder nach Übersee exportiert.

## Persönlichkeiten

### Ehrenbürger
- Fernando de Araújo, osttimoresischer Politiker

### Söhne und Töchter
- Jose de Venecia junior (* 1936), Politiker
- Fidelis B. Layog (* 1968), römisch-katholischer Geistlicher, Weihbischof in Lingayen-Dagupan

## Hochschulen
- Pangasinan State University
- University of Luzon

## Städtepartnerschaften
- Zamboanga City, Philippinen
- Milpitas, USA
- Guadalajara, México